# Emen
Emen (în bulgară Емен) este un sat în comuna Veliko Tărnovo, regiunea Veliko Tărnovo,  Bulgaria, celebru pentru peșterile din apropiere și defileurile sale. În ultimii ani a devenit o destinație turistică majoră, care beneficiază atât de turiști bulgari cât și străini. Populația din localitatea Emen este de aproximativ 100 de persoane, dar numărul se triplează de-a lungul verii. 

## Demografie
Componența etnică a satului Emen
     Bulgari (84,5%)
     Nicio identificare (15,49%)
     Altele (0%)
La recensământul din 2011, populația satului Emen era de 71 locuitori. Din punct de vedere etnic, majoritatea locuitorilor (84,5%) erau bulgari. Pentru 15,49% din locuitori nu este cunoscută apartenența etnică.

## Galerie

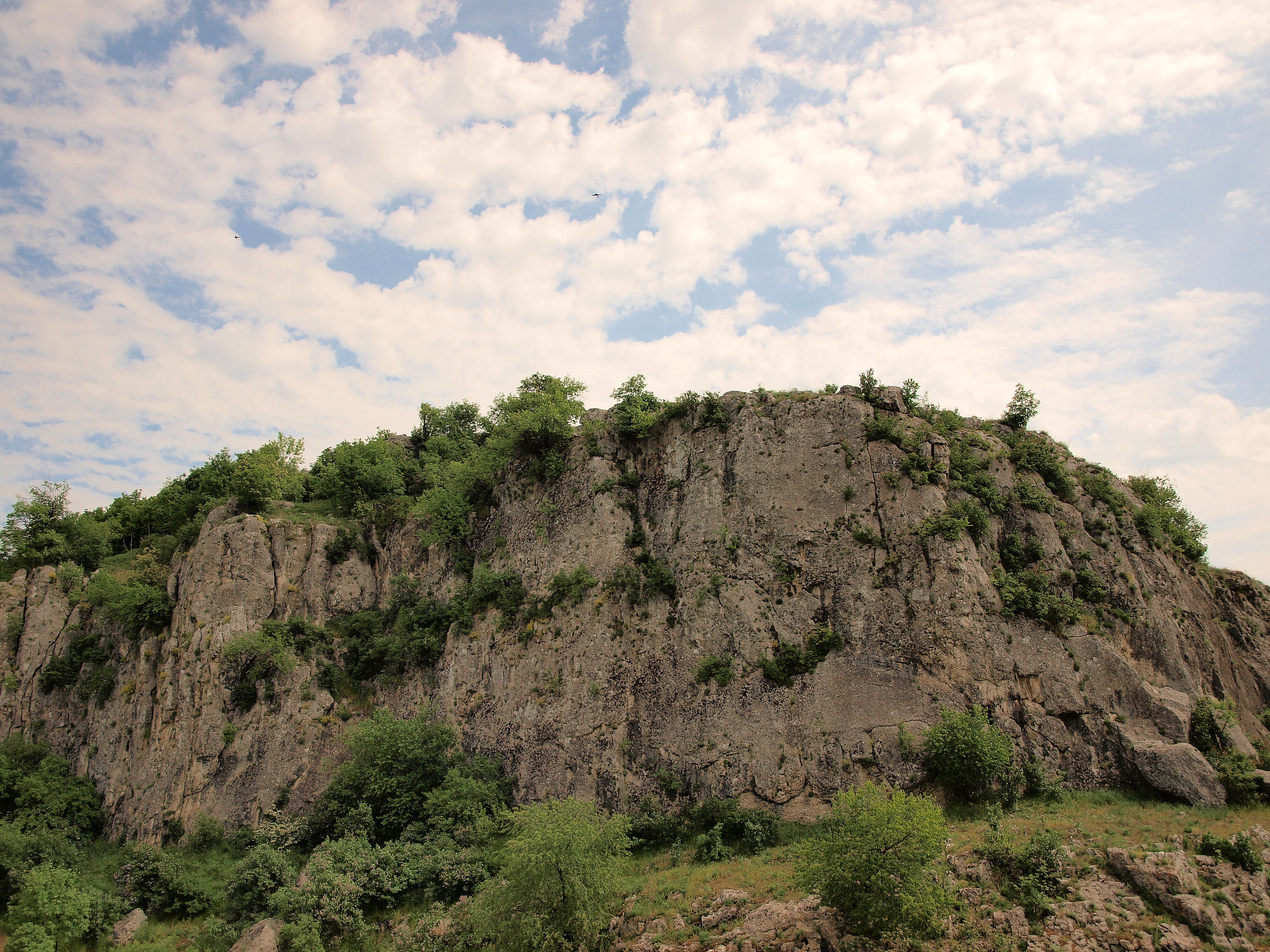
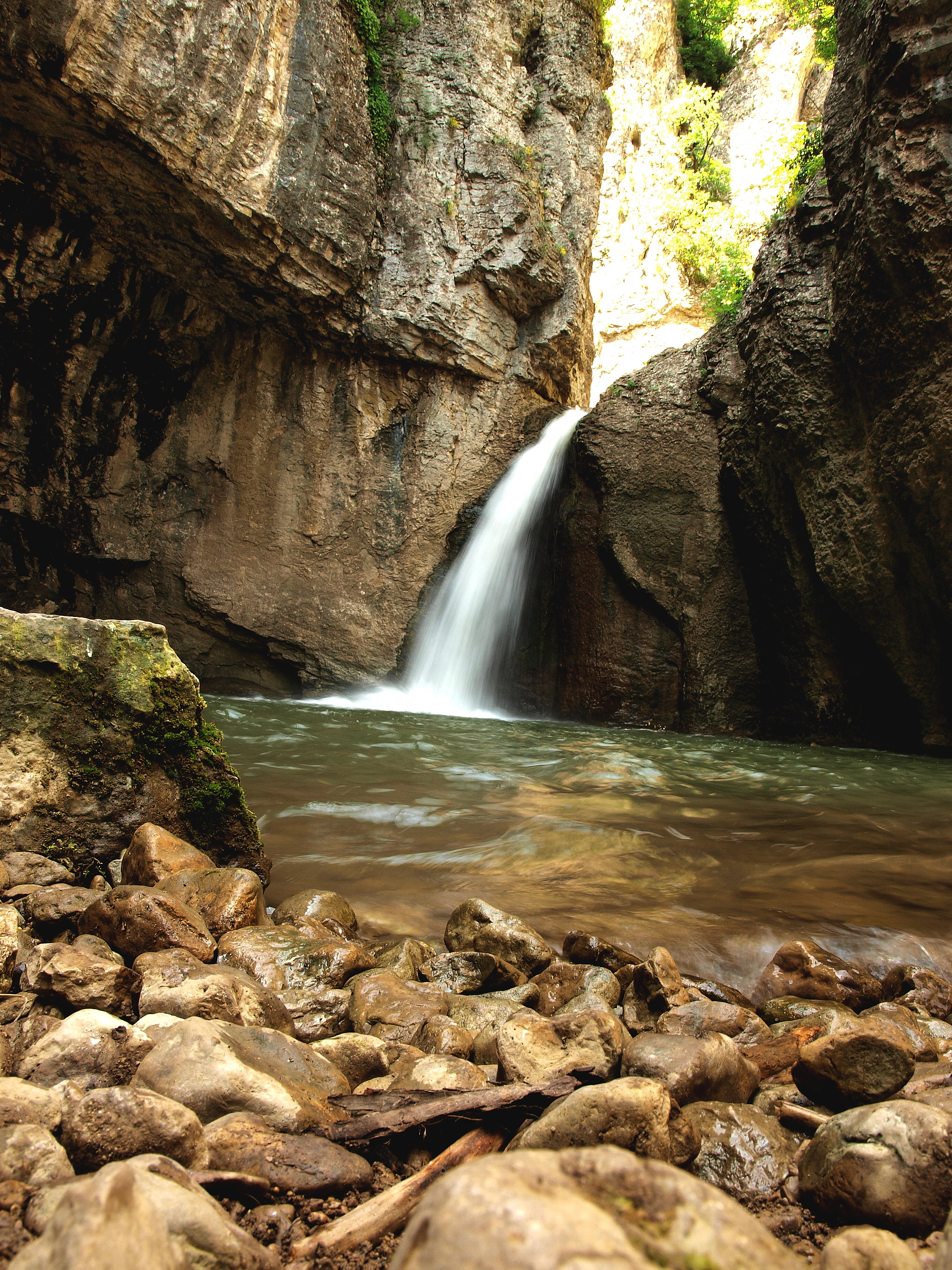